# Nemico pubblico (criminologia)
Nemico pubblico (in originale «public enemy») è la denominazione data dall'FBI (fino al 1935 BOI, Bureau of Investigation) ai criminali classificati come particolarmente pericolosi durante gli anni trenta, periodo nel quale la criminalità venne incrementata dalla grande depressione e si formarono bande organizzate e ci fu, contemporaneamente, l'affermazione della mafia italo-americana, come organizzazione criminale più potente dell'intera nazione, specialmente a Chicago per opera di Al Capone.

## Origine del termine

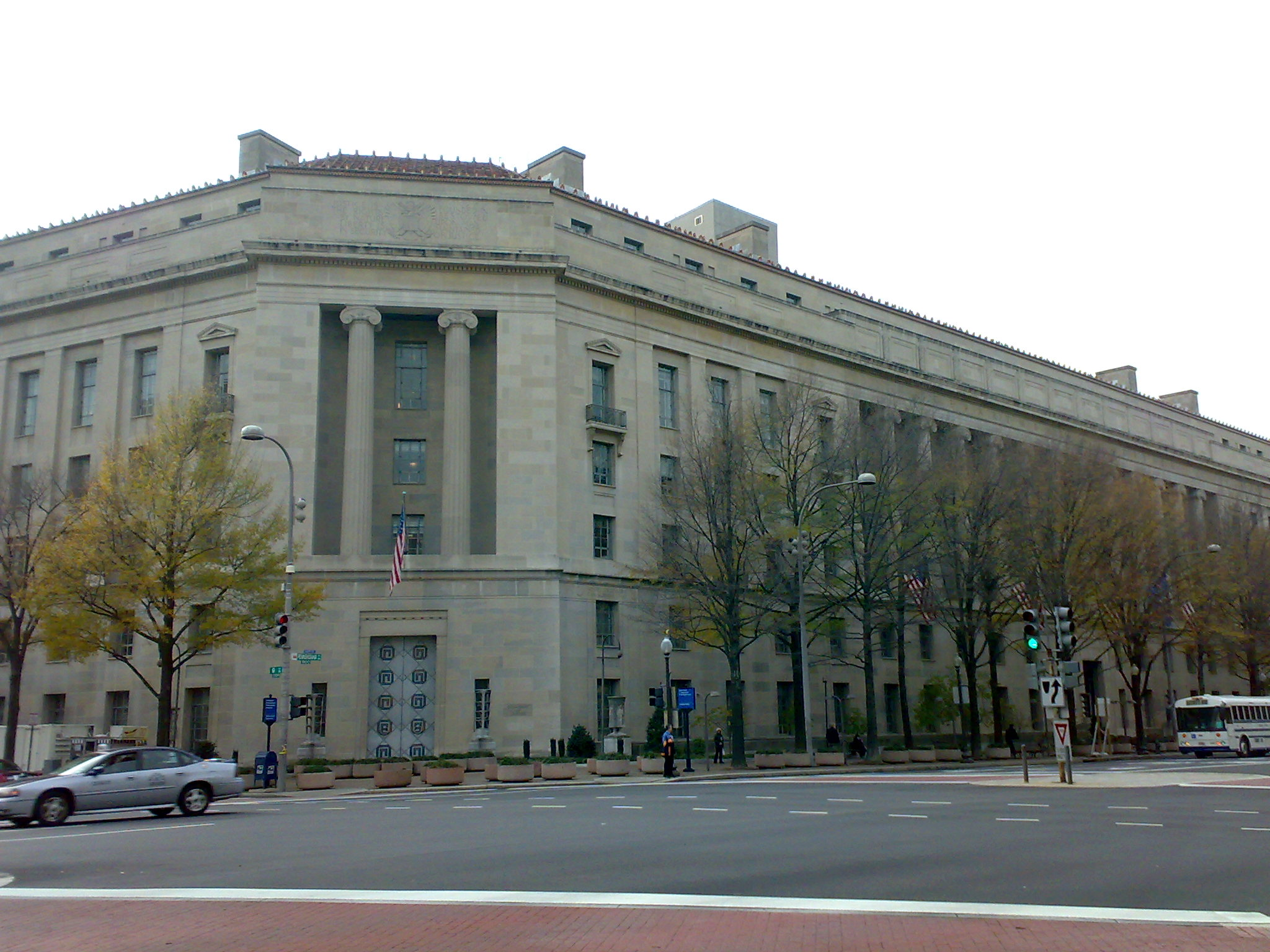
Sede del Dipartimento di Giustizia degli Stati Uniti a Washington DC

Simbolo del Dipartimento di Giustizia, da cui dipende direttamente l'FBI

Il termine fu usato per la prima volta nell'aprile 1930 da Frank J. Loesch, all'epoca presidente della Chicago Crime Commission, per denunciare pubblicamente la persona di Al Capone e le attività illecite che portava avanti con i suoi uomini, che dato il clima di omertà risultava inattaccabile ai capi d'accusa e i tentativi di incriminazione per i reati delittuosi di cui era sì protagonista, ma non imputabile per la scarsità di prove che rendevano impossibile affermarne le responsabilità penali.
In seguito, fu l'FBI capitanata da J. Edgar Hoover a far proprio il termine e a usarlo per stilare una lista di "pubblici nemici" al cui vertice appariva Capone (motivo per cui fu anche conosciuto come il "nemico pubblico numero uno"), seguito da rapinatori di banche e banditi storici che caratterizzarono l'era della criminalità della grande depressione.
Quel periodo fu così importante per la storia dell'America, e dell'ufficio investigativo in generale, che alcuni lo definirono (e continuano a definirlo) come l'era dei nemici pubblici.

## "Lista"
La prima lista dei nemici pubblici fu pubblicata dal giornale Chicago Tribune il 24 aprile 1930 e incluse in ordine di rilevanza per la cattura e pericolosità i seguenti nomi:
1. Al Capone
2. Ralph Capone
3. Frank Rio
4. Jack McGurn
5. Jake Guzik
6. Bugs Moran
7. Joe Aiello
8. Edward "Spike" O'Donnell
9. Joe Saltis
10. Myles O'Donnell

Le persone elencate nella lista ebbero la fama d'essere mafiosi di spicco dell'epoca o banditi dell'era del Proibizionismo e negli anni successivi alla sua conclusione, ma al momento della pubblicazione d'essa non furono in latitanza. La lista fu infatti pubblicata per stimolare le autorità competenti a reprimere e contenere il fenomeno criminoso dilagante attraverso l'arresto dei più importanti elementi conosciuti, tuttavia inattaccabili. 
Tra le altre persone comparse nelle successive liste dell' FBI vi furono: 
- John Dillinger
- "Baby Face" Nelson
- Bonnie Parker e Clyde Barrow
- "Ma" Kate Baker
- Alvin Karpis
- "Pretty Boy" Floyd
- "Machine Gun" Kelly

## Influenza culturale
Cinema
- Nemico pubblico, (1931)
- Nemico pubblico, (2009)

 musica
- Nemico pubblico: brano del rapper Noyz Narcos
- Public Enemy: gruppo musicale